# Rachispoda justini
Rachispoda justini är en tvåvingeart som beskrevs av Wheeler 1995. Rachispoda justini ingår i släktet Rachispoda och familjen hoppflugor.
Artens utbredningsområde är Ecuador. Inga underarter finns listade i Catalogue of Life.